# Coreanología
La Coreanología es la disciplina o serie disciplinar que se ocupa del estudio de la lengua y la literatura de Corea en el marco de sus contextos cultural e histórico.

## Concepto
La Coreanología consiste, pues, en un campo disciplinar humanístico eminentemente relativo, de usar conceptos occidentales, a la Filología como "filología particular", y tiene su gran matriz en la Sinología, así como sus paralelos correspondientes en las demás culturas asiáticas significativas que definen igualmente disciplina, también en particular y sobre todo la Niponología, dentro del ámbito de Asia del Este o Asia-Pacífico. 
La Coreanología, o estudios coreanos, Janguk-hak (한국학), tiene una larga tradición permanentemente enriquecida a lo largo de su historia. En sus orígenes, janguk-hak se denominaba 국학 (guk-hak), que viene a significar “estudios nacionales”. Guk (국, 國  -nación, país) - Jak (학, 學  -estudio, estudiar/aprender).

## Historia de la Coreanología

### Época antigua

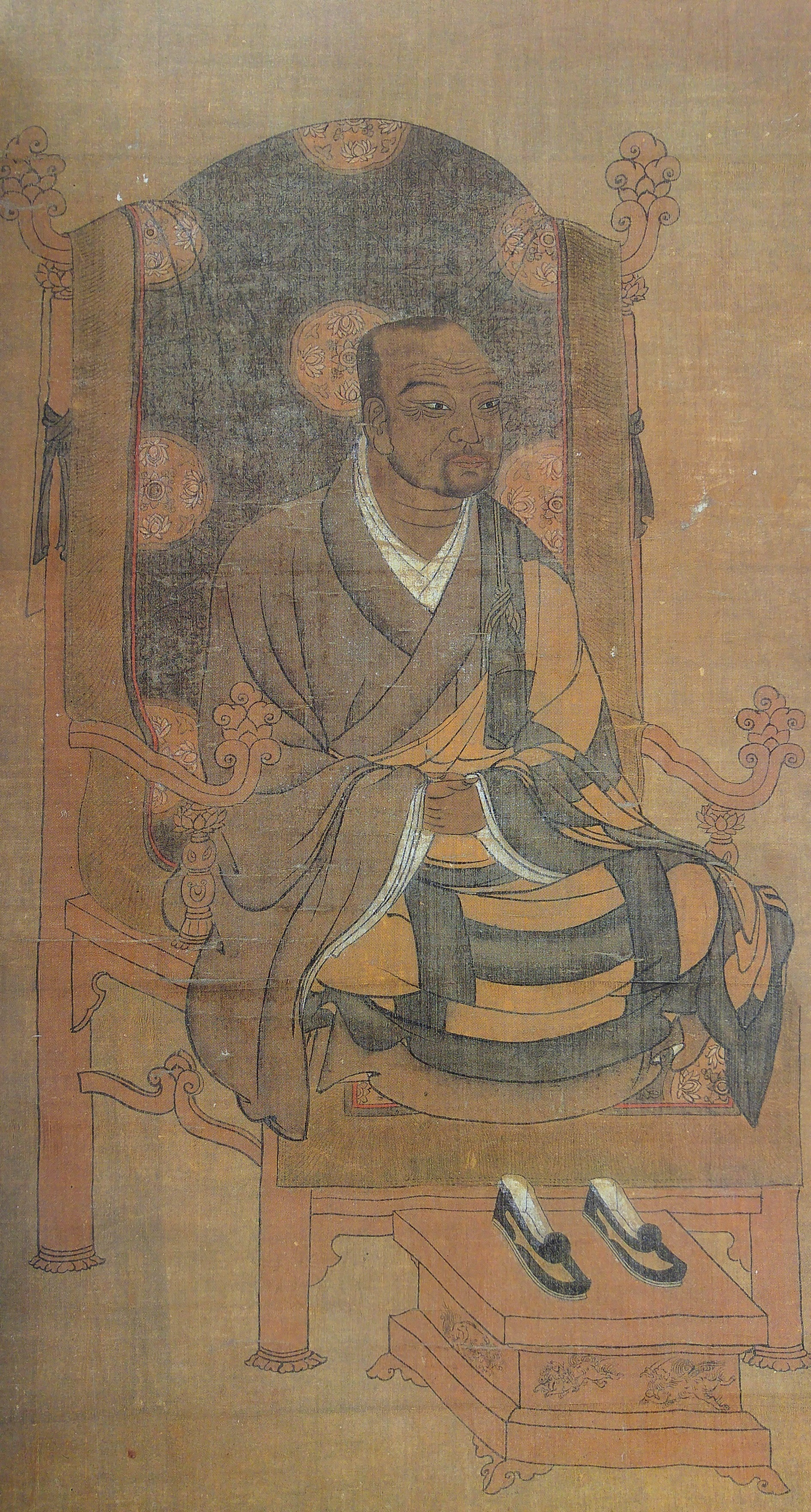
Wonhyŏ Daisa.

Con anterioridad a la época moderna, la Coreanología se inclinaba a subrayar su originalidad o independencia respecto de la cultura China, lo cual permitía asimismo el fomento de una conciencia nacional.  
En los primeros tiempos, Gukhak era también el nombre de la instititución académica o educativa establecida por el Estado. Gukhak, cuyo sentido fundamental es el de estudios nacionales, viene de guksa (국사, 國史  -Historia nacional). En el año 545, en el reino de Shila, se explica la razón de necesidad de una "Historia nacional" del siguiente modo: “Guksa existe para transmitir lo bueno y lo malo del rey y los súbditos, para elogiar sus buenos hechos y criticar los hechos malos y para que todo el pueblo lo pueda ver, siendo que si esto no quedase publicado, no llegaría a ser conocido por nuestros descendientes” (삼국사기, Historia de los Tres Reinos, en el sexto año de reinado del rey Jinhung). Se consideraba que una nación civilizada es aquella que deja escrita la historia de su pueblo a fin de comunicarla a sus descendientes. Gukhak puede ser definido como estudio o investigación sobre 국 (Guk, 國), 동국 (Dong-guk, 東國), 해동 (Jedong, 海東), es decir estudio o investigaciones sobre la Corea actual.
El siglo VII es la época de Wonhyo, filósofo de la iluminación, padre del humanismo coreano y uno de los más importantes pensadores budistas de Asia, tanto por la extensa dimensión y profundidad de su obra como por la influencia que permanentemente ha ejercicido.   
Históricamente, han sido muy de destacar los estudios y vestigios coreanos del siglo XV, los cuales son consecuencia de haber existido un proyecto oficial y nacional. Durante el siglo XVIII se produjeron obras relevantes en diversos sectores de los Estudios nacionales, producidas por eruditos civiles. En la Edad del Imperio coreano se utilizó el término 본국학 (bongukhak, 本國學), como antónimo u opuesto de 외국학 (外國學, wegukhak), es decir estudios extranjeros, y se pensaba que debía ser establecido un equilibrio entre el desarrollo de bongukhak y de wegukhak.

### Periodo de ocupación japonesa
Durante la época de la invasión u ocupación ilegal japonesa, al no poder ser usado el término Guk (nación), perdida esta, se utilizó el término 조선학 (Chosonhak), estudios de Choson. La recuperación de la denominación Gukhak sólo tiene lugar tras la recuperación de la independencia. Los estudios nacionales de la época de Chosonhak crecieron en general, junto con los movimientos culturales, teniendo como fin la búsqueda de una base espiritual capaz de fomentar un nuevo nacionalismo. Para ello se efectúa un desligamiento de la civilización de Asia del Este. El proyecto consistía en la recuperación del bagaje intelectual de la Edad Media. 
Los precursores, como Choe Namson, Shin Chaeho, Mun Ilpyong, Ahn Hwak y Ahn Jaehong, eran apasionados coreanólogos a pesar de las tan desfavorables circunstancias, pues el imperialismo japonés se propuso impedir que los estudios nacionales de Corea colmaran una conciencia nacional patriótica la cual pudiera dar ocasión a movimientos independentistas.
Destacan en esta etapa (조선문학사) Historia de literatura de Choson, (조선문명사) Historia de la civilización de Choson, de Ahn Jwak, y (조선학의 문제) El problema de los estudios de Choson, de Ahn Yae-hong.
Hacia 1934 se funda la asociación académica llamada 진단학회 Yindanhakhue. Sus miembros eran mayoritariamente historiadores y lograron establecer la historia nacional como campo de estudio propio e independiente. Más tarde participaron también en ello los estudiosos de la filología coreana. Los resultados de estos estudios fueron: (조선시가사강) Curso de historia de la poesía y las canciones de Choson, de 조윤제 Cho Yunje; (고가연구) Estudio de poemas-canciones de los tiempos antiguos, de 양주동 (Yang Judong); (우리말본) Lo ejemplar de nuestra lengua, de 최현배 Choe Jyunbae; (조선사회경제사) Historia socioeconómica de Choson, de 백남운 Baek Nam-un. Asimismo 송석하 Song Suk-ha prestó atención al folclore y 고유섬 Ko Yusom cultivó la historia del arte.

### Época contemporánea
Tras la independencia de 1945, los Estudios Choson (Chosonhak) tomaron de nuevo la denominación de Estudios Nacionales o Gukhak. A partir de la década de 1960 es utilizado el término Jangukhak (한국학), y además siendo preciso distinguir entre éste (jangukhak), concepto relativo a nuevos estudios basados sobre todo en modernas metodologías positivistas y Gukhak. Si Gukhak remite globalmente a los estudios propios realizados en el largo periodo que abarca la época de transición entre Edad Media y Edad Moderna, por su parte Jangukhak, que convendría llamar aquí ‘Coreanología’, es el tipo de estudios contemporáneos surgidos mediante influencia extranjera. Según Cho Dong-il, es necesario aclarar el problema de denominación, y si Gukhak remite a estudios realizados por autores coreanos, Jangukhak lo hace a aquellos estudios producidos tanto por autores coreanos como extranjeros. En lo que al actual estado de los estudios se refiere, es de subrayar como ejemplo sobresaliente y a fin de evitar enumeraciones, la obra del mencionado profesor Cho Dong-il, quien mediante una extensa y valiosa producción ha reflexionado globalmente sobre la historia de la literatura coreana en relación con la historia de la sociedad y el pensamento de Corea, Asia del Este y, en general, los estudios humanísticos.  	
Aunque de 1978 data un primer Instituto para la investigación de la cultura de Corea, es en la última década del siglo XX, sin duda bajo la influencia o el ejemplo de los grandes institutos internacionales como la Alianza francesa, el instituto Goethe, el Británico o los posteriores Instituto Cervantes e Instituto Confucio, cuando se inicia un plan gubernamental de difusión internacional de la cultura coreana que sin duda ha contribuido a la expansión de un concepto más o menos específico de coreanología no tan empeñado como antaño en la singularidad subjetiva de la nación sino más bien propenso al orden de los estudios disciplinares, más objetivistas e internacionalmente homologables.   
En 1991 se inaugura 한국국제교류재단, la Korea Foundation/Fundación Corea, una institución dependiente del Ministerio de Asuntos Exteriores y Comercio, destinada a prestar apoyo a los estudios coreanos en el extranjero. En 1995 es creado 한국정신문화연구원, el Instituto de Investigación de la Cultura y el Espíritu Coreanos, centro de información para los estudios coreanos dedicado al establecimiento de una red de investigadores y centros de coreanología fuera de Corea.
En 2005 el referido 한국정신문화연구원 Instituto de Investigación de la Cultura y el Espíritu Coreanos cambió su denominación por la de 한국학중앙연구원, Academia de Estudios Coreanos. Este instituto publicó en 1992 한국민족문화대백과사전, la Gran Enciclopedia de la Cultura Nacional de Corea, en 27 tomos, obra que sirve de material básico para la construcción de la coreanología tanto dentro como fuera del país.
En la Universidad Nacional de Seúl se localiza 국제한국학센터 (ICKS), cuyo 국립국어원, Instituto Nacional de la Lengua Coreana, se ocupa del proyecto de establecer una red institucional internacionalizada, ‘세종학당, Seyong-jakdang o Escuela del Rey Seyong, con el fin de difundir en otros países la lengua coreana o Jangul (한글).
En 2007 한국국제교류재단, la Korea Foundation/Fundación Corea publicó una obra enciclopédica (해외한국학백서) acerca de las instituciones relacionadas con los estudios coreanos y sus tendencias en todo el mundo.

### Coreanología fuera de Corea
Desde tiempos remotos existen en China y Japón documentos acerca de la cultura y costumbres de Corea, consecuencia natural de la cercanía geográfica y la estrecha relación que los pueblos mantenían. Sin embargo, sucede que Corea ha sido un país y una cultura totalmente desconocidos en el mundo occidental hasta el siglo XVI, e incluso después ha disfrutado en este sentido de una posición limitadísima y por completo inadecuada. A mediados del siglo XVI los jesuitas que residían en Japón transmitían al mundo occidental informaciones y saberes fragmentarios sobre Corea a través de sus cartas o informes. Tras la apertura del país al exterior, los materiales e informaciones acerca de Corea han sido frecuentemente facilitados por los misioneros, diplomáticos y viajeros de Norteamérica y Europa que visitaban el país.
Al igual que sucediera respecto de otros países asiáticos, fueron sobre todo los misioneros quienes aportaron estudios sobre la lengua, la historia, la religión y la cultura, o aspectos antropológicos en general, que sirvieron de fundamento para el desarrollo posterior de estudios coreanológicos. Sin embargo, ha sucedido con frecuencia que se ha tomado como base de la comprensión de Corea la perspectiva del llamado ‘orientalismo’ y, además, ha sucedido por otra parte que ciertos estudios se han servido de materiales elaborados por autores japoneses. Todo ello ha conducido, bien a omisiones, bien a considerables deformaciones de la realidad que hasta día de hoy continúan siendo un obstáculo para el estudio adecuado de la cultura coreana. Es el caso, por ejemplo y destacadamente, del budismo y del confucianismo coreanos. Por lo demás, es un hecho que recientemente ha aumentado de manera notable el interés por la lengua y la cultura coreana. Es lo que se ha dado en llamar Jaliu (한류), esto es "ola cultural coreana". La repercusión inmediata ha consistido en un aumento de los programas de lengua lengua y cultura de Corea y, por ello, la expansión de instituciones coreanas así como de estudiosos de la coreanología en todo el mundo. Existen estudios académicos sobre materia coreana, en particular literatura, especialmente en Norteamérica y usualmente realizados por autores coreanos emigrados. 
En lengua española ya han sido realizadas algunas investigaciones coreanológicas importantes para la difusión internacional de la literatura coreana.
En Madrid existe el Centro Cultural Coreano en España. La madrileña editorial Verbum ha publicado medio centenar de obras coreanas en español. Por su parte, el Instituto Juan Andrés de Comparatística y Globalización cuenta la coreanología, junto a la sinología y el filipinismo entre sus objetos de preferencia.